# Godegård
Godegård is een plaats in de gemeente Motala in het landschap Östergötland en de provincie Östergötlands län in Zweden. De plaats heeft 202 inwoners (2005) en een oppervlakte van 27 hectare.